# Merlinka Festival
Het Merlinka Festival is een filmfestival, gericht op de lgbt-thematiek, dat sinds 2009 wordt georganiseerd in verschillende Balkanlanden.

## Geschiedenis
In 2009 werd het festival voor de eerste maal in Belgrado georganiseerd door het Servische GLIC (Gay Lesbian Info Centre) en het Jeugdcentrum van Belgrado. Het werd vernoemd naar de Servische bekende transgender Vjeran Miladinović "Merlinka", die in 2003 in Belgrado werd vermoord. Het festival kende vervolgens uitbreiding naar andere steden in Servië en wordt sinds 2013 ook in Bosnië en Herzegovina gehouden.
In 2014 werd het festival in Sarajevo opgeschrikt door geweldplegingen. Dat jaar vond ook voor het eerst een versie van het festival plaats in de Montenegrijnse hoofdstad Podgorica.